# Monapia tandil
Monapia tandil là một loài nhện trong họ Anyphaenidae.
Loài này thuộc chi Monapia. Monapia tandil được M. J. Ramírez miêu tả năm 1999.